# Laevilitorina pygmaea
Laevilitorina pygmaea is een slakkensoort uit de familie van de Littorinidae. De wetenschappelijke naam van de soort is voor het eerst geldig gepubliceerd in 1886 door Pfeffer in Martens & Pfeffer.